# Denise Bellon
Denise Bellon, geborene Hulmann (* 20. September 1902 in Paris; † 31. Oktober 1999 ebenda), war eine französische Fotografin, die mit der surrealistischen Bewegung verbunden war.

## Leben und Werk
Denise Hulmann studierte ab 1920 Psychologie an der Sorbonne in Paris und heiratete in erster Ehe Jacques Bellon. 1924 wurde die Tochter Yannick Bellon, später Filmregisseurin, in Biarritz geboren, 1925 die spätere Schauspielerin und Dramaturgin Loleh Bellon († 1999) in Bayonne. 1934 erfolgte die Scheidung, woraufhin sie sich, an der Seite von Pierre Boucher, der Fotografie zuwendete. Im selben Jahr war sie, neben Maria Eisner, René Zuber und Boucher, Mitbegründerin der Pariser Fotoagentur Alliance-Photo, einem Vorläufer von Magnum Photos. 
Auf der Exposition Internationale du Surréalisme in der Galerie Beaux-Arts in Paris im Jahr 1938 war sie wie Man Ray unter den Fotografen, die die berühmt gewordene Surrealismusausstellung dokumentierten. Das Foto von Salvador Dalís Taxi Pluvieux (Regentaxi) stammt von Bellon und ebenso Porträts der dort ausgestellten Mannequinpuppen wie die von André Masson. Sie beteiligte sich an den weiteren surrealistischen Ausstellungen in den Jahren 1947, 1959 und 1965.
In zweiter Ehe heiratete Bellon 1940 den rumänischen Journalisten Armand Labin, 1944 Begründer der Zeitung Midi Libre, und der gemeinsame Sohn Jérôme wurde geboren. Von 1940 bis 1946 lebten sie in Lyon, dann in Montpellier. Nach Labins Tod im Jahr 1956 kehrte sie nach Paris zurück. 
Bellon unternahm viele Reisen, um Aufnahmen zu machen, so reiste sie 1936 nach Marokko, 1939 nach Finnland sowie 1940 zusammen mit Georges Kessel nach Französisch-Westafrika. 1947 war sie in Tunesien und 1950 in Spanien.
Sie schuf Fotoporträts von Pariser Persönlichkeiten wie Pierre Balmain, Simone de Beauvoir, Joë Bousquet, Jean Giono, Henri Langlois und André Masson.
Bellon ist die Großmutter des Verlegers und Essayisten Jaime Semprun, Sohn ihrer Tochter Loleh Bellon und des Schriftstellers Jorge Semprún.

## Film
- Yannick Bellon und Chris Marker, Le Souvenir d'un avenir, 2001, s/w, 42 min, engl. Fassung[3], Sendung auf arte am 7. Juni 2003